# Pawieł Silin
Pawieł Michajłowicz Silin, ros. Павел Михайлович Силин (ur. 28 maja 1887 w Turinsku, zm. 30 września 1967 w Moskwie) – rosyjski naukowiec w dziedzinie technologii produkcji cukru.
Ukończył Tomski Uniwersytet Politechniczny (1914). Pracownik Uniwersytetu w Tomsku. W 1923 roku otrzymał tytuł profesora i rozpoczął pracę w Instytucie Rolniczym w Woroneżu (1924-1930) oraz Woroneskim Instytucie Technologicznym (1930-1944). Profesor Moskiewskiego Technologicznego Instytutu Przemysłu Spożywczego (pracował tam w latach 1944-1967).
Wybitny specjalista w zakresie przemysłu cukrowniczego. Jego prace naukowe dotyczą zastosowania fizykochemicznych teorii w technologii przemysłu cukrowniczego. Silin opisał kilka procesów produkcji cukru, które znalazły szerokie zastosowanie w przemyśle – w tym ekstrakcję cukru z buraków cukrowych, sok z rafinacji, krystalizację sacharozy i tworzenie melasy.  Bohater Pracy Socjalistycznej (1967), Honorowy Naukowiec RFSRR (1942), doktor nauk technicznych (1935). Otrzymał Nagrodę Państwową ZSRR (1951), Order Czerwonego Sztandaru Pracy i inne medale. W 1964 roku otrzymał doktorat honoris causa Politechniki Łódzkiej.